# مارك إسكس
مارك إسكس (بالإنجليزية: Mark Essex) هو قاتل فترة أمريكي، ولد في 12 أغسطس 1949 في إمبوريا في الولايات المتحدة، وتوفي في 7 يناير 1973 في نيو أورلينز في الولايات المتحدة بسبب إصابة بعيار ناري.